# Boričevo
Boričevo je naselje v Občini Novo mesto.